# Будинок по вулиці Богдана Хмельницького, 10 (Київ)
Будинок по вулиці Богдана Хмельницького, 10 (відомий також як Мереживний будинок Брадтмана) — житловий будинок у Шевченківському районі міста Києва, на вулиці Богдана Хмельницького. Зведений у 1903—1904 роках за проєктом архітектора Е. Брадтмана. Має статус пам'ятки історії та архітектури місцевого значення (охоронний № 347). Перебуває у вкрай занедбаному стані, потребує реставрації.

## Історія
У першій половині XIX століття ділянка, де стоїть сучасний будинок № 10, належала архітекторові Л. Станзані, який у 1840-х роках збудував тут двоповерховий будинок у стилі пізнього класицизму. У 1872 році Станзані помер, за його заповітом садибу продали, а виручені кошти передали Академії мистецтв у Римі для виплати щорічних стипендій. Протягом наступних тридцяти садиба неодноразово змінювала власника. Спочатку нею володів поміщик Чернігівської губернії В. Тарновський, меценат і колекціонер. У 1879 році садибу викупив інженер-технолог В. Коссовський. У 1899 році садибу придбало Київське літературно-артистичне товариство, яке мало намір побудувати тут власну будівлю з величезним концертним залом. Для реалізації цієї ідеї Товариство запросило архітектора В. Ніколаєва, який навіть підготував проєкт будинку, проте цим планам завадила економічна ситуація в місті: наприкінці 1900 — на початку 1901 років «будівельний бум», який почався 1898 року, досяг свого максимуму, внаслідок чого значно піднялися ціни на будівельні матеріали та робочу силу, а за «піком» «будівельного буму» у середині 1901 року почався цілком закономірний спад, ринок нерухомості перенасичився, ціни на нерухомість і, відповідно, рентабельність будівництва впали. В даних умовах коштів на будівництво у Товариства не вистачило, тому воно продало ділянку багатому фабрикантові цегли та домовласнику Ф. Г. Міхельсону, купцеві I гільдії, який в умовах будівельної кризи шукав канали збуту для своєї цегли.
Протягом 1903—1904 років на цій ділянці, за проєктом архітектора Е. Брадтмана, звели новий прибутковий п'ятиповерховий, з напівпідвалами, будинок, який на момент спорудження став одним із найбільших у місті. Багатосекційну будівлю збудували у досить рідкісній для Києва манері: у вигляді замкненого в каре прямокутника, із вікнами, звернутими всередину подвір'я, та з тильними бічними крилами — таке об'ємно-просторове рішення дозволило максимально ефективно використати площу ділянки. Будинок мав змішане призначення: значну його частину займали пишно декоровані квартири з усіма вигодами (9 у головному будинку та 20 у флігелі), деякі приміщення облаштували під комерційні та громадські, зокрема, у будинку містилися ресторан, аптека, магазини, базувалася низка установ і громадських організацій. У підвалах та підземеллі під внутрішнім подвір'ям містилися службові приміщення: льодовні, комори, сараї.
У 1904—1912 роках у будинку базувався заснований у 1904 році Київський клуб автомобілістів — перше в місті об'єднання автолюбителів. Для потреб клубу у будинку діяли гараж, автомобільна майстерня, пункт прокату автомобілів та автомагазин «Стріла». Очолював клуб командувач Київського військового округу генерал Володимир Сухомлинов, посаду голови ради клубу обіймав міський голова Іполит Дьяков, у діяльності клубу брали участь лікар Є. Гарнич-Гарницький, громадський діяч О. М. Терещенко, спортсмен І. Підборський, В. Ф. Меринг та інші.
З 1908 по 1915 роки в будинку містилося представництво технічного товариства «Трикутник» або ж Товариства російсько-американської гумової мануфактури, яке першим у Російській імперії відкрило 1860 року в Санкт-Петербурзі фабрику з виробництва ґумових калош у 1860 році в Петербурзі, внаслідок чого довгий час обіймало монопольну позицію в галузі виробництва ґумових виробів.
18 вересня 1910 року Ф. Міхельсон помер, садибу успадкували його діти.
У 1910-х роках у будинку діяло Київське товариство мистецтва та літератури, що проводило тут різноманітні літературні та музичні заходи: тематичні вечори, лекції, концерти, спектаклі, з 1912 року при товаристві діяв науковий сінематограф, де показували виключно кінокартини наукового змісту. У тому ж 1912-му році при товаристві відкрилося театральне училище, яке очолював Г. Г. Матковський, а одним із викладачів був скульптор Еліо Саля. У роботі товариства брали участь літературознавці Г. Александровський та В. Перетц, директор Міського музею М. Біляшівський, режисер М. Попов, актори І. Дуван-Торцов, М. Радин, художник К. Бахтін, композитор О. Каневцев, журналісти М. Ніколаєв, В. Чаговець, Г. Шварц (Бостунич), інженер І. Хижняков та ін.
З 1910 року у будинку розміщувалася приватна жіноча гімназія О. Титаренко, при якій з 1915 року діяли паралельні відділення Київського реального училища. У 1910—1917 роках у будинку розташовувалося Правління Київського округу шляхів сполучення, у 1910—1918 роках — Київський яхт-клуб. Серед магазинів, що діяли у будинку на початку XX століття можна відзначити нотно-книжковий магазин «Трудъ» (1904—1920), магазин Київського народного товариства дитячих садків (1908—1918), який торгував дитячими книгами та іграшками, посібниками для матерів і вихователів, матеріалами для творчості, чеський магазин «Баракъ и Ванча», де продавалися різноманітні господарські товари
Із встановленням у Києві радянської влади будинок Міхельсона у 1920 році націоналізували. У міжвоєнний час тут містився ряд установ: Управління внутрішніх водних шляхів Дніпровського басейну (1920—1941), Верхньодніпровський комітет рятування на водах (1923—1941), Київське бюро Регістру СРСР (1923—1941). У 1921 році в приміщеннях колишньої гімназії Титаренко відкрилася трудова семирічна школа № 53 з російською мовою навчання, яка 1949 року переїхала до іншого приміщення (сучасна спеціалізована школа № 53 з поглибленим вивченням німецької мови). У 1931—1941 роках у цьому ж будинку діяв Київський автошляховий технікум.
Після Другої світової війни з 1946 року по 1995 рік у будинку розміщувався Інститут педагогіки Національної академії педагогічних наук України, у ті ж роки тут діяв магазин «Техническая книга».
У 1946 році був проведений капітальний ремонт будинку, у 1961 році — ремонт головного будинку.
Розпорядженням Київської міської державної адміністрації від 15 липня 1998 року № 1463 будинку надали статус пам'ятки архітектури та історії (охоронний номер: 347).
До 2010-х років мешканців будинку частково відселили. Більша частина приміщень будинку перебувала на балансі Інституту педагогіки АПН, на першому поверсі чолового будинку розміщувалися ресторани та магазини. У 2012 році будинок № 10 по вулиці Хмельницького фігурував у справі про хабарництво: директор Інституту педагогіки вимагав хабар у розмірі 11 млн доларів США у туристичної фірми, яка хотіла взяти в оренду будинок, за укладання договору оренди.
19 лютого 2015 року у будинку сталася пожежа, загоряння почалося на третьому поверсі і дуже швидко охопило верхні поверхи та дах, загальна площа пожежі склала близько 200 м². Ймовірними причинами пожежі спеціалісти називають умисний підпал або необережне поводження з вогнем осіб без певного місця проживання.
У 2018 році будинок № 10 по вулиці Хмельницького фігурував у черговому скандалі: ним намагалася заволодіти злочинна група, яка підробила рішення суду, за яким власником будинку з 2012 року визнавалася підставна особа.
Восени 2018 року за замовленням Інституту педагогіки був проведений тендер на проведення протиаварійних робіт, який виграло ТОВ «Топаз-Інжинірінг», відповідний договір укладений у листопаді 2019 року.

## Опис
Будинок складається з двох будівель — головного будинку, розташованого на червоній лінії забудови, та флігеля, розташованого у глибині забудови, паралельно головному будинкові. Ці дві будівлі об'єднані в один просторовий об'єм, під однією адресою.
Головний будинок — п'ятиповерховий, багатосекційний, мурований, тинькований, пофарбований. У плані має вигляд замкненого в каре прямокутника, з тильними бічними крилами, витягнутими вглиб ділянки. Дах двосхилий, вкритий бляхою, перекриття пласкі.
Чоловий фасад симетричний, багато декорований, причому насиченість оздоблення зростає від першого до останнього поверху. Центральна вісь підкреслена розкріповкою, акцентованою на рівні п'ятого поверху масштабною аркатурою. На центральній осі розміщений прямокутний проїзд у внутрішнє подвір'я, обрамлений пілястрами та акцентований півциркульним вікном, обрамленим масивним архівольтом, яке розташоване над проїздом на рівні другого поверху. Чоловий фасад розчленований на вертикально на рівні четвертого—п'ятого поверхів лізенами, завершеними знизу гутами, по горизонталі на рівні другого—третього поверхів — поясками, рустуванням, над другим поверхом — масивним гуртом. Перший поверх прорізаний великими вітринами. Вікна на рівні п'ятого поверху в центральній розкріповці — півциркульні, обрамлені архівольтами, додатково ці вікна попарно об'єднані півциркульними орнаментованими архівольтами, що спираються на лізени, та прикрашені на осях простінків розетками. Решта вікон — прямокутні, із замковими каменями, на рівні другого поверху прикрашені прямокутними сандриками (на бічних осях фасаду та центральної розкріповки — трикутними) на кронштейнах та підвіконними поличками, на рівні четвертого поверху вікна декоровані дугоподібними сандриками. Завершується чоловий фасад аркатурним фризом і профільованим карнизом.
Дворовий фасад чолового об'єму має ритмічну композицію, на рівні верхніх поверхів членований лізенами, на рівні нижніх — оформлений дощатим рустуванням. Вікна прямокутні, прикрашені рельєфними клинчастими перемичками. Фасади бічних об'ємів симетричні, центральні осі підкреслені ризалітами. Чоловий фасад центрального дворового об'єму по центральній осі має розкріповку на три віконні осі, розчленований вертикально лопатками, завершується карнизом із дентикулами. Обабіч центральної розкріповки — ряд балконів, з другого по п'ятий поверхи. Стіни на рівні першого-другого поверхів рустовані. Вікна прямокутні, декоровані рельєфними клинчастими перемичками та підвіконними фільонками. Вхідний портал розташований на центральній осі фасаду, має тридільний світлик та увінчується сандриком. Над приямком до входу перекинуто місток з балюстрадною огорожею.
Під внутрішнім подвір'ям головного будинку збереглися муровані склепінчасті підвали.
Флігель садиби стоїть паралельно головному будинку. Його будівля — п'ятиповерхова, цегляна, у плані Н-подібна, тинькована, фарбована. Декор фасаду спрощений, подібний до декору дворових фасадів чолового будинку. Фасад розчленований вертикально пілястрами, центральна вісь підкреслена ризалітом на три віконні прорізи. Стіни на рівні першого—другого поверхів декоровані дощатим рустом. Вікна прямокутні, прикрашені трапецієподібними сандриками та геометричними підвіконними фільонками. Вхідний портал широкий, прикрашений сандриком, двері дерев'яні, тристулкові (зберіглась одна автентична різьблена стулка).

## Видатні особи, пов'язані з будинком
- Зелінська-Луначарська Софія Миколаївна — радянська діячка освіти, дружина брата А. Луначарського; викладала в гімназії Титаренко російську та французьку мови[12].
- Корольов С. П. — вчений у галузі ракетобудування та космонавтики, конструктор; разом із матір'ю проживав у даному будинку після 1908 року[13].
- Тарасова А. К. — актриса, народна артистка СРСР; навчалася у гімназії Титаренко в 1910—1914 роках[12][13].

## Галерея

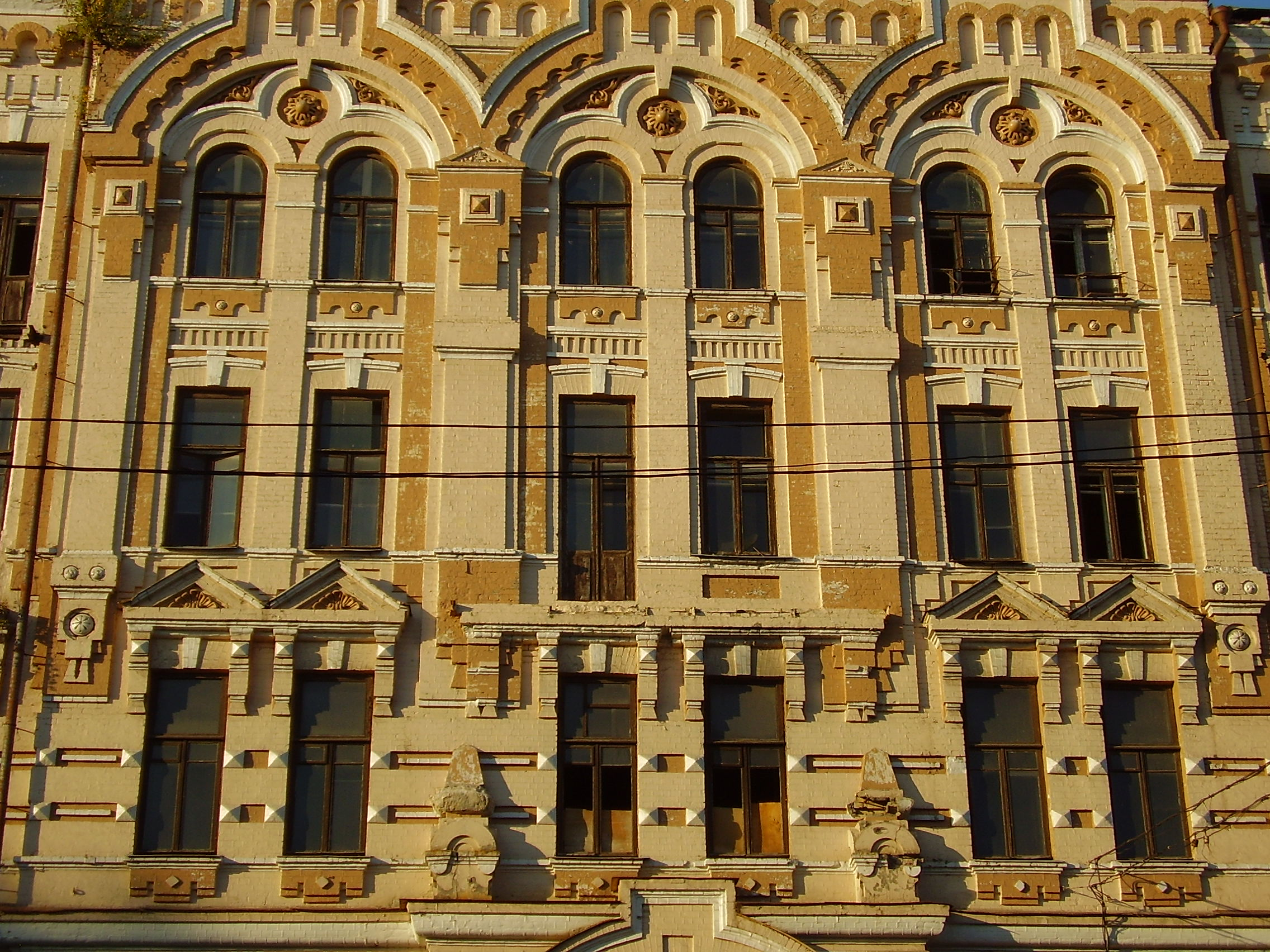
Декор центральної розкріповки чолового фасаду
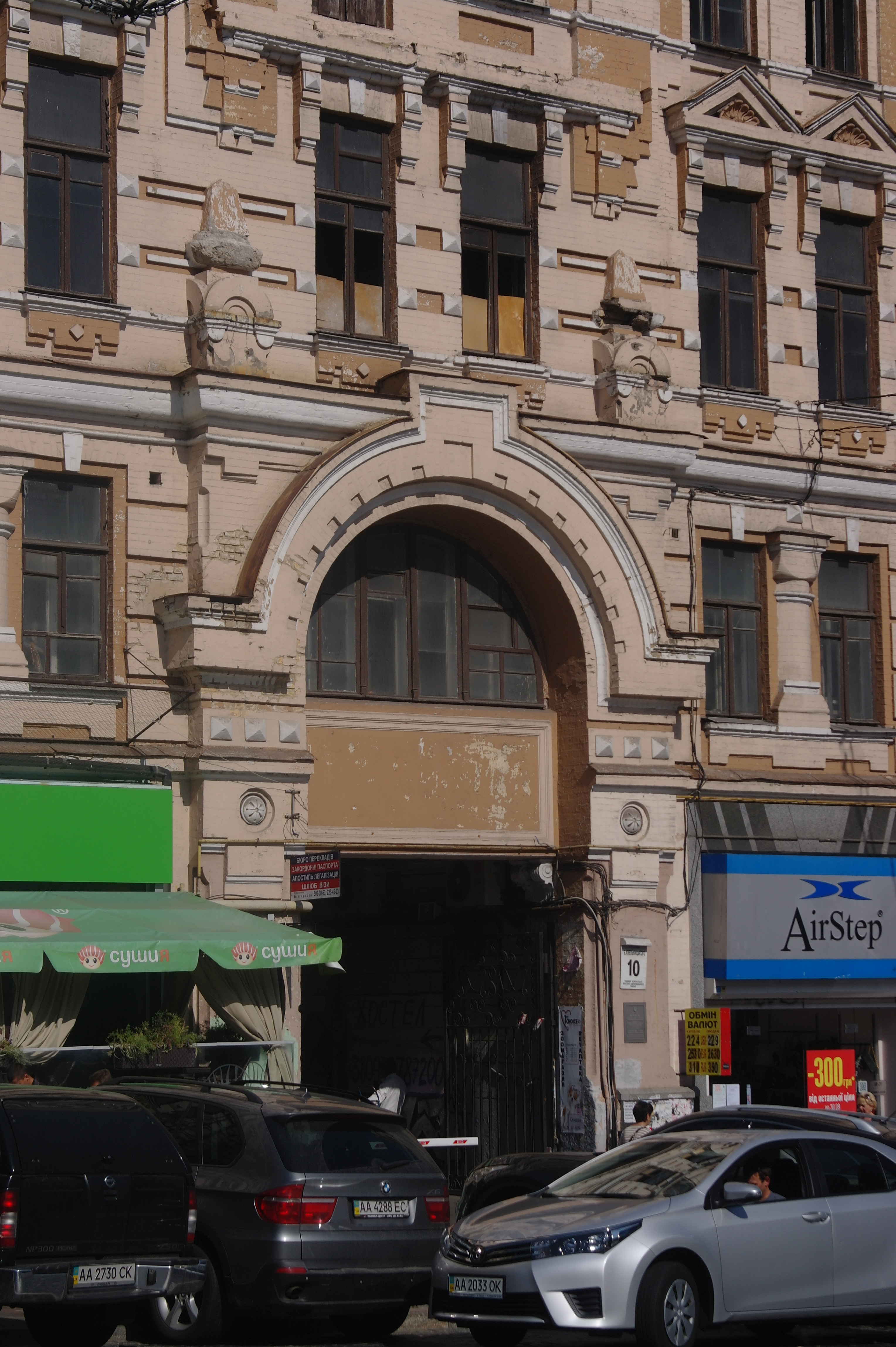
Проїзд у внутрішнє подвір'я
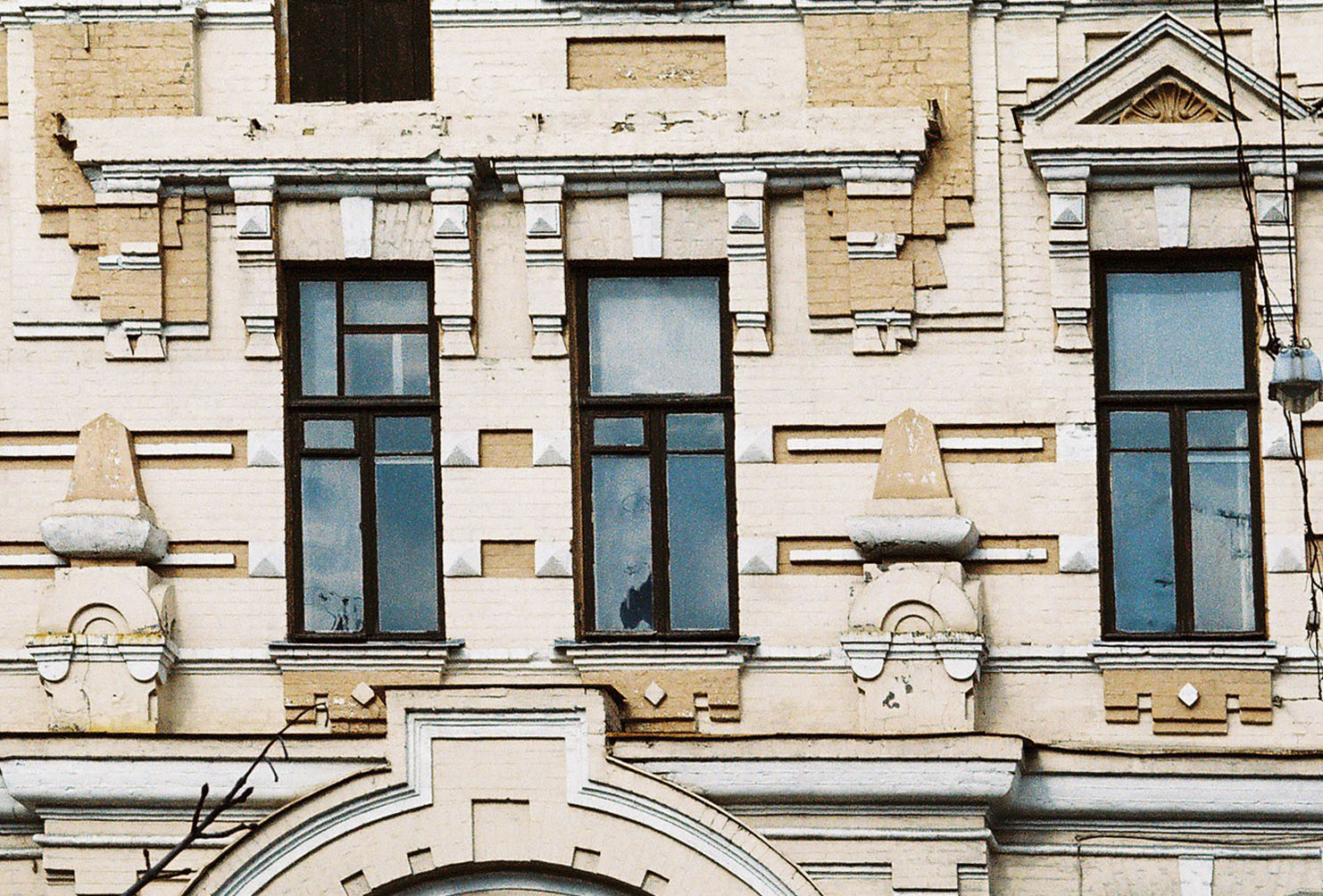
Вікна будинку
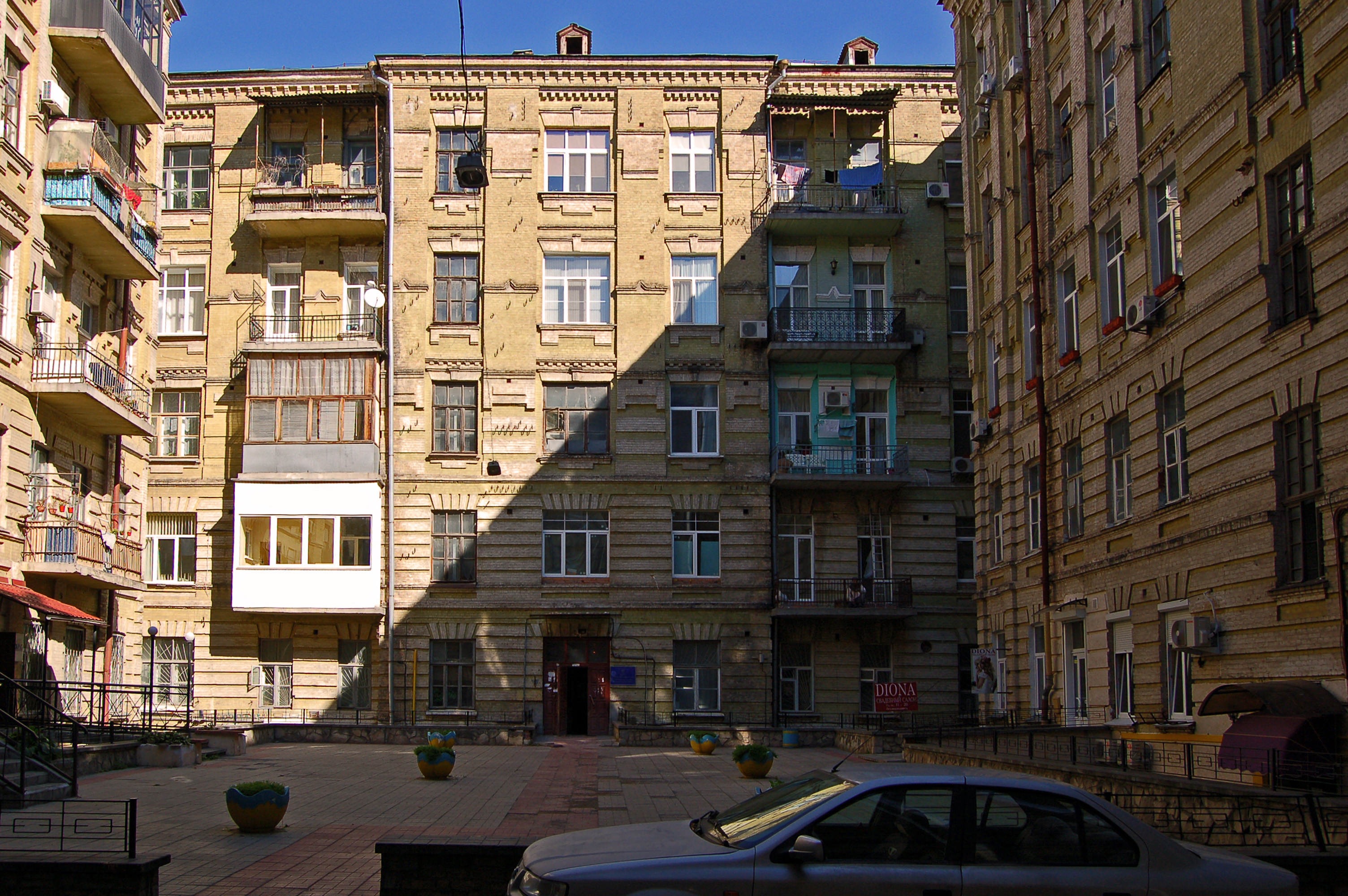
Внутрішнє подвір'я